# Komsomolski (Gulkévichi, Krasnodar)
Komsomolski (del ruso: Комсомольский) es un posiólok del raión de Gulkévichi del krai de Krasnodar, en el sur de Rusia. Está situado 6 km al sur de Gulkévichi y 150 km al este de Krasnodar, la capital del krai. Tenía 1 380 habitantes en 2010.
Es cabeza del municipio Komsomólskoye, al que pertenece asimismo Telman.

## Transporte
Al oeste de la localidad pasa la carretera federal M29 Cáucaso.